# Aulus Plautius (Suffektkonsul 1 v. Chr.)
Aulus Plautius (* um 44 v. Chr. (?); † nach 1 v. Chr.) war ein römischer Politiker und Suffektkonsul des Jahres 1 v. Chr.
Aulus Plautius war vermutlich der Enkel des gleichnamigen Senators, der 51 v. Chr. praetor urbanus und 49/48 wohl Prokonsul von Bithynia et Pontus war. Aulus Plautius hatte zusammen mit Vitellia, der Großtante des späteren Kaisers Vitellius, zwei Söhne und eine Tochter, Aulus Plautius (Suffektkonsul 29 und Eroberer Britanniens), Quintus Plautius (Konsul 36), den Vater des Plautius Lateranus, und Plautia, die Frau des Publius Petronius.
Im Jahr 1 v. Chr. übte Aulus Plautius zusammen mit Aulus Caecina (Severus) das Amt eines Suffektkonsuls aus. Er ist wahrscheinlich identisch mit dem Aulus Plautius, der (wohl in den Jahren 9/10 n. Chr.) zusammen mit [...]us Celer von Augustus nach Apulia geschickt wurde, um dort Sklaven zu foltern. Aus chronologischen Gründen dürfte Plautius kaum mit dem um 22/20 v. Chr. in Zypern amtierenden Prokonsul gleichzusetzen sein; bei diesem könnte es sich um seinen Vater gehandelt haben.